# Chronologie de la France pendant les Cent-Jours
Les Cent-Jours est le nom donné à la période de retour au pouvoir de Napoléon entre la première et la seconde Restauration, en 1815.
Napoléon, exilé sur l'île d'Elbe par les monarques d'Europe, fait un retour triomphal en France. Il rallie à lui une partie de l'armée, revient à Paris et parvient à reprendre le pouvoir. L'empereur veut rétablir l'Empire et les avancées de la Révolution, annulées par la Restauration. La défaite de Waterloo, le 18 juin 1815, contraint Napoléon à abdiquer une seconde fois le 22 juin, abdication qui marque la fin des Cent-Jours.

## Chronologie des Cent-Dix-Jours
- 26 février : Napoléon quitte l'île d'Elbe. Il veut reprendre le pouvoir[1], profitant des multiples erreurs de Louis XVIII : en effet, ce dernier avait réintégré des nobles de l'Ancien Régime dans l'armée avec des grades élevés, voulait rétablir la dîme féodale et redonner des privilèges au clergé.
- 28 février : La journée fut employée à copier des proclamations.
- 1er mars : À cinq heures du matin, Napoléon et sa troupe de 800 hommes mettent le pied sur le territoire français, à Golfe-Juan[2]
  - À onze heures du soir, la petite armée se met en marche. Les Polonais, à pied, portaient sur leur dos l'équipement des chevaux qu'ils n'avaient pas.
  - Napoléon couche le 4 à Digne, le 5 à Gap ; ce fut dans cette dernière ville qu'il fit imprimer les proclamations qu'il avait dictées à bord, le 28 février[3].
- 6 mars : Napoléon part de Gap pour Grenoble ; avant de parvenir aux murs de cette ville, un bataillon de la garnison 5e régiment d'infanterie de ligne qu'on envoyait pour le combattre vint à sa rencontre. Napoléon seul face aux fusils convainc la troupe de se rallier à lui[4].
- 7 mars : Le colonel Labédoyère lui amena le 7e régiment d'infanterie de ligne, et le soir du même jour, il fit son entrée à Grenoble. Les portes de cette ville étaient fermées par ordre du général Marchand[5]
- 8 mars : Napoléon est complimenté en qualité d'Empereur par toutes les autorités civiles, militaires, ecclésiastiques de la ville[6].
  - Avant de quitter Grenoble, il passe la garnison en revue, et publie un décret par lequel il ordonne qu'à dater du 15 mars, tous les actes publics seront faits et la justice rendue en son nom.
- 10 mars : À sept heures du soir, il fait son entrée dans Lyon, amenant avec lui 8 000 hommes de troupes de ligne et 30 canons ; il descendit au palais de l'archevêché, que Monsieur (Comte d'Artois), venait de quitter. On sait que ce prince ne fut accompagné dans sa fuite de Lyon que par un seul garde national à cheval[7].
  - À Lyon, il s'annonce sans détour comme le souverain de la France[8] Il dicta ces fameux décrets de Lyon[9].
  - On ne fera pas ici mention des arrêts et proclamations que le gouvernement de Louis XVIII lança contre Napoléon. On sait que toutes ces pièces furent tout à fait impuissantes, même pour retarder d'un jour la marche de l'usurpateur qu'on avait mis hors la loi, invitant tout le monde à lui courir sus.
- 13 mars : 
  - Napoléon fit ses adieux aux Lyonnais[10]
  - Le même jour, les huit puissances signataires du traité de Paris, réunies au congrès de Vienne font une déclaration[11]
- 14 mars : Napoléon coucha à Chalon ; le lendemain, il apprit dans cette ville la défection du maréchal Ney, qui venait de passer sous ses drapeaux, après avoir lu la lettre qu'il lui avait fait écrire par Bertrand.
- 19 mars : À minuit, le roi quitte le Palais des Tuileries, et le 20, à neuf heures du soir, Napoléon prend possession de ce palais. Le départ de Louis XVIII fut si précipité qu'il n'eut pas le temps d'emporter les papiers qui lui étaient personnels[12]

- 20 mars :

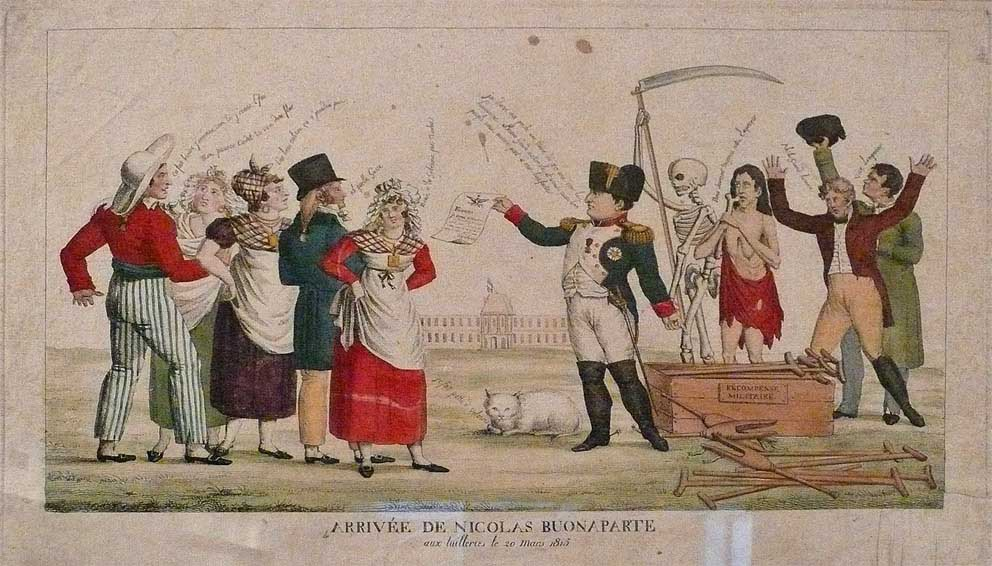
Arrivée de Nicolas Buonaparte aux Tuileries, le 20 mars 1815. Caricature royaliste.

  - Dès son installation, l'Empereur prend une première décision importante : il rappelle son fidèle ministre des Finances, Martin Michel Charles Gaudin, qu'il avait déjà nommé à ce poste particulièrement sensible dès le lendemain du coup d'État du 18 Brumaire (11 novembre 1799, 20 brumaire an VIII), et qui était resté en fonctions jusqu'à la chute de l'Empire, le 1er avril 1814.
  - Ce même jour, des émeutes se propagent en Vendée, fondées par des royalistes, soutenus, depuis Gand, par Louis XVIII de France et par le vicomte de Chateaubriand. Napoléon charge Benjamin Constant de rédiger une nouvelle constitution. Celle-ci sera promulguée le 22 avril 1815.
- 22 mars : 
  - l'Empereur passa en revue le corps d'armée qui avait été sous le commandement du duc de Berry ; au moment où le général Cambronne et le bataillon de l'Île d'Elbe, parurent avec leurs aigles, il prit la parole[13]
  - Madame la duchesse d'Orléans douairière qui s'était cassé la cuisse, et madame la duchesse de Bourbon, sa tante, n'avaient point suivi la famille royale. Napoléon, instruit de l'embarras de leur position, ordonna de payer annuellement, à la première de ces princesses, sur le trésor, une pension de 300 000 fr., et à madame la duchesse de Bourbon, la moitié de cette somme.
  - Les troupes impériales ayant amené M. le duc d'Angoulême Louis d'Artois à signer une capitulation par laquelle il licenciait son armée et promettait d'aller s'embarquer à Sète, le général Grouchy ne crut pas devoir exécuter la convention sans consulter l'Empereur ; il en reçut cette réponse[14]
- 25 mars : Un traité est signé à Vienne entre la Russie, l'Autriche, la Prusse et l'Angleterre, par lequel sont confirmés les principes de celui du traité de Chaumont. Les puissances contractantes s'engagent à fournir d'abord chacune 130 000 hommes, dont un dixième au moins de cavalerie, et non compris les garnisons des places fortes ; en outre, elles ne poseront les armes, et de concert, qu'après avoir détruit la puissance de Napoléon. Le roi de France adhère à ce traité. La Suède et le Portugal refusent seuls de fournir leur contingent.
- 27 mars : Une déclaration du conseil d'État, relève l'Empereur de sa déchéance et annulait son abdication[15].
- 4 avril : Napoléon, qui n'avait pas désespéré, malgré la déclaration de Vienne, du 13 mars, et le traité du 23, d'amener les alliés ou du moins quelques-uns d'entre eux à un accommodement adresse, une lettre aux souverains européens[16] Les alliés inébranlables dans la résolution qu'ils avaient prise, gardèrent le silence sur cette lettre. Napoléon ne vit plus son salut que dans la guerre.
- 12 mai : Un rapport est publié à Vienne, par ordre du Congrès, dans lequel il est dit que les puissances ne se croient pas autorisées à imposer un gouvernement à la France ; et elles ne cessent d'armer en faveur des Bourbons.
- 27 mai : Les souverains d'Autriche, de Prusse et de Russie, quittent Vienne pour aller se mettre à la tête de leurs armées, qui sont en pleine marche sur la France.
- 1er juin : Réunion dite du Champ de Mai ; le service divin fut célébré sur un autel immense, élevé au milieu du Champ-de-Mars. On remarqua l'attitude de Napoléon pendant la cérémonie, elle avait toutes les marques de la grandeur et du triomphe. Après avoir répondu au discours de l'orateur de la députation des électeurs des départements, Napoléon prêta serment sur l'Évangile aux constitutions de l'Empire et à leur observation ; il reçut le serment de fidélité du peuple par les électeurs. (Les constitutions de l'Empire avaient été modifiées dans un sens libéral par un acte rédigé, à la demande de Napoléon, par Benjamin Constant. Cet « acte additionnel » promulgué le 22 avril 1815, fut soumis à l'approbation du peuple par plébiscite : s'il fut accepté avec une écrasante majorité de plus de 99 %, la participation au scrutin fut très faible, l'abstention s'élevant à 77 %)
- 7 juin : Napoléon fait l'ouverture des Chambres ; à cette occasion, il prononça un discours[17]
- 9 juin :
  - Deux jours après, dans ses réponses aux adresses des deux Chambres, il s'adressait aux Pairs[18] Il dit aux Représentants[19]
  - Fin du Congrès de Vienne (nov. 1814-juin 1815). Ce congrès avait pour but de confisquer des terres à la France si les alliés chassaient Bonaparte du pouvoir. Talleyrand, l'ancien ministre des affaires étrangères de Napoléon représente la France et manœuvre auprès de l'autrichien Metternich pour renverser Napoléon.
- 12 juin : Dans la nuit, l'Empereur partit pour l'armée rassemblée sur la frontière du nord de la France. il avait formé trois plans de campagne : il s'arrêta au troisième, d'après lequel il devait, le 15 juin, attaquer les deux armées anglaise et prussienne, les séparer, les battre l'une après l'autre, et en cas de revers se retirer sur Paris et sous Lyon.
- 14 juin : Publication d'un ordre du jour dans lequel il emploie tous les moyens oratoires pour exciter l'ardeur et le courage de ses soldats, leur rappelant leurs anciennes victoires, leur supériorité sur des ennemis qu'ils avaient battus tant de fois, les dangers qui menaçaient la patrie.

## Sources
- Charles Mullié, Biographie des célébrités militaires des armées de terre et de mer de 1789 à 1850, 1852 [détail de l’édition]